# 李村街道
李村街道是中国山东省青岛市李沧区下辖的一个街道。

## 行政区划
李村街道下辖滨河路社区、少山路社区、东山商城社区、青峰路社区、东山路社区、西山二路社区、大崂路社区、长岭路社区、中崂路社区、向阳路社区、夏庄路社区、玉清宫路第一社区、玉清宫路第二社区、南山社区、北山社区、东兴村社区、杨哥庄社区、曲戈庄社区、河北村社区、东北庄社区、枣园路社区、书院路社区、君峰路社区。